# Llibre de la ciutat del món
El Llibre de la ciutat del món és una obra de Ramon Llull caracteritzada perquè en ella l'autor es presenta com el protagonista de la trama. Aquesta és la raó per la qual l'obra és una de les que forma part del conjunt de materials autobiográfics sobre Llull, està inclosa en els dos episodis biográfics documentats, el viatge que realitzà de París a Viena del Delfinado (Vienne), per assistir (a 79 anys) al Concili ecumènic de l'Església Catòlica celebrat a Vienne (Francia) el 1311, conegut com a Concili de Viena; i el acomiat, en maig del 1314, de la ciutat de Messina abans d'anar, a 82 anys, a Tunis per romandre allí durant un temps.
Aquest llibre, junt a l'anomenat "Llibre de la disputa del clergue Pere i de Ramon, el Fantàstic", poden enquadrar-se dins de la “nova” literatura lul·liana, caracteritzada per l'autobiografia, la disputa, la personificació i l'al·legoria. El diàleg emprat en les obres dona lloc a un discurs tibant, incisiu i raonaments vivaços, encara que no pot deixar de notar-se en ells una certa càrrega d'apologia i autopropaganda.
El llibre titulat Llibre de la disputa del clergue Pere i de Ramon, el Fantàstic, va ser escrit durant el viatge de París a Viena del Delfinat, mentre que el, l'altre llibre d'idèntiques característiques, titulat "llibre de la ciutat del món" fOU escrit a Messina, al maig de 1314.
Ambdues obres estan dirigides a un públic laic, governants preocupats i interessats en la reforma espiritual, així com burgesos amb inquietuds religioses.
El "Llibre de la ciutat del món", del qual es conserven quatre manuscrits, va passar desapercebut per als estudiosos, crítics i historiadors literaris, i fins i tot editors d'Obres Essencials, fins que, l'any 1960, va ser publicat per Johannes Stöhr. Tanmateix, d'aquest llibre es va dur a terme en 1992 la publicació d'un estudi exhaustiu de l'obra, de la mà de Pere Ramís, titulat Lectura del "Liber de civitate mundi" de Ramon Llull.
En aquesta obra el recurs utilitzat és el del sil·logisme complet, unit a l'ús del gran superlatiu, tots dos lligats a les definicions, un altre àmbit en què Llull porta a terme aportacions noves; així com es fa servir el recurs literari de barrejar al·legories amb personatges humans.
En ella, l'autor dramatitza una conversa entre set virtuts creades i 7 dignitats divines, retirades, en companyia dels homes, a un lloc deliciós, on habiten un sumptuós palau. Cada virtut es presenta a través d'una definició (que pot ser descriptiva o essencials) en la qual es nomena el vici contrari a ella, que, de vegades, també es defineix.
El personatge Ramon, qui presenta un gran bagatge de servei a la causa del reforçament de la fe a partir de la raó, esdevé testimoni de les acusacions que recauen sobre la ciutat del món. Tot i que la humanitat racionalment mereix l'extermini, finalment se sentència el seu perdó, emès per la justícia divina després d'escoltar a quatre mediadors.
El llibre apareix estructurat en:
- Pròleg.
- Capítol I: Lamentació dels missatgers de les dignitats de Déu.
- Capítol II: El consell de les dignitats divines.
- Capítol III: El consell de la misericòrdia.
- Capítol IV: La sentència de la Ciutat del món
- Colofó.

Al final d'aquest llibre l'autor, Ramon Llull, anuncia la seva retirada, no només per la seva avançada edat, comptava amb 82 anys, sinó per la seva decepció de com funcionava el món al seu voltant; i mostra el seu desig d'anar a viure a terra de sarraí s, cosa que va fer en 1314 quan estableix la seva residència a Tunísia. 